# Silje Solberg
Silje Margaretha Solberg (Bærum, 16 juni 1990) is een Noorse handbalspeler .

## Carrière

### Club
De eerste twee clubs van Solberg waren Jar en Helset IF. Later stapte Solberg over naar de Noorse eredivisionist Stabæk Håndball, waarmee ze in 2011 de finale van de Norgesmesterskap haalde. Stabæk verloor die finale van de recordkampioen Larvik HK. Vanaf het seizoen 2014-15 verdedigde ze het doel van de Deense eersteklasserteam Tvis Holstebro. Met Holstebro won ze in 2015 de EHF European League en in 2016 de European Cup Winners CUP. In de zomer van 2016 maakte ze de overstap naar de Franse eersteklasser Issy Paris Hand. Twee seizoenen later verhuisde ze naar de Hongaarse club Siófok KC. Met Siófok won ze in 2019 opnieuw de EHF European League. In de zomer van 2021 werd ze door competitierivaal Győri ETO KC weggeplukt bij Siófok. Ook met Győri ETO KC pakte ze prijzen. In 2021 de Hongaarse beker en een jaar later het Hongaars kampioenschap.

### Nationaal team
Solberg speelde al 180 keer voor het nationale team van Noorwegen. Ze zat bij de selectie voor het EK 2012 in Servië. Toen bereikte Noorwegen de finale, maar verloor van Montenegro. Ook op het WK 2013 was ze er bij, maar toen werd er geen prijs gepakt. Een jaar later op de Europese kampioenschappen van 2014 wel. Toen won ze de gouden medaille en werd ze geselecteerd voor het All-Star Team. Ook het WK van 2015 werd gewonnen. In 2016 pakte ze met Noorwegen opnieuw de Europese titel en het jaar daarna kwam daar wederom een WK-medaille bij. Een zilveren dit keer. Solberg voegde zich pas voor de finale bij de Noorse ploeg. Solberg werd pas een dag voor de finale aan de Noorse ploeg toegevoegd. Op het EK van 2020 was er opnieuw goud voor Noorwegen. Daar werd ze pas na de eerste wedstrijd in de hoofdronde aan Noorse ploeg toegevoegd. In 2021 werd ze geselecteerd voor de Olympische Spelen in Tokio en won ze de brons. Later dat jaar won ze voor de tweede keer het WK.
Solberg maakte ook deel uit van de Noorse jeugd- en juniorenploeg. Met de juniorenselectie won ze in 2009 het EK Onder-19 en in 2010 het WK Onder-20 .

## Familie
Silje Solberg is de tweeling zus van Sanna Solberg, met wie ze samen bij Stabæk IF en in het nationale team heeft gespeeld.